# Eddie Chamblee
 Eddie Chamblee (* 24. Februar 1920 in Atlanta als Edwin Leon Chamblee; † 1. Mai 1999 in New York) war ein US-amerikanischer Jazz- und Rhythm-and-Blues-Musiker (Tenorsaxophon, Klarinette).

## Leben und Wirken
Eddie Chamblees Vater spielte Trompete, seine Mutter Klavier; mit zwölf Jahren begann er Saxophon zu spielen. Er wuchs in Chicago auf, wo er die Wendell Phillips Highschool besuchte. Während seines einjährigen Studiums der Rechtswissenschaft an der University of Chicago arbeitete er als Musiker; auch während seines Militärdienstes von 1941 bis 1946 gehörte er einer Armyband an. Nach seiner Entlassung aus der Armee leitete er ab 1946 eine eigene Combo mit Osie Johnson. Er arbeitete dann von 1947 bis 1954 in Chicago mit eigenen Formationen; so nahm er auf United Records die Titel „Walkin' Home“/„Lonesome Road“ mit seinen The Rockin' and Walkin' Rhythm of Eddie Chamblee auf. 1948 spielte er in der Rhythm-and-Blues-Band des Pianisten Sonny Thompson mit, an dessen Hits in den R&B-Charts „Long Gone (Parts I and II)“ und „Late Freight“ er mitwirkte. 1952 spielte er in der Begleitband der R&B-Vokalgruppe The Four Blazes, mit der er 1952 mit „Mary Jo“ einen # 1-Erfolg in den R&B Charts hatte. 1955 wirkte er bei Aufnahmen von Amos Milburn für Aladdin Records mit („House Party“); 1959 nahm er für Chess Records mit Lowell Fulson auf („Comin´ Home Someday“).
Danach spielte er bis 1957 bei Lionel Hampton. 1957/58 war er mit der Sängerin Dinah Washington verheiratet, an deren Aufnahmen dieser Zeit er bis 1963 mitwirkte. In ihrer Version des Klassikers „Ain't Nobody's Business“ baute sie die Textzeile If me and Eddie fuss and fight... ein. Durch die Verbindung mit Mercury Records, bei dem Washington unter Vertrag war, entstanden 1957/58 zwei LPs für das Label.
1959/60 spielte er bei Cozy Cole; 1964 erschien ein Album auf dem Label Prestige Records, The Rocking Tenor Sax of Eddie Chamblee das er mit dem Organisten Dayton Selby und dem Schlagzeuger Al Griffin einspielte. Nachdem es ab Ende der 60er Jahre still um ihn geworden war, arbeitete er 1976 bei Milt Buckner sowie bei Arnett Cobb, 1977/78 erneut bei Lionel Hampton, mit dem er auch auf Europatournee ging, und 1982 kurz im Count Basie Orchestra. Von 1982 bis 1992 trat er mit eigenem Ensemble samstags im New Yorker Club Sweet Basil auf und arbeitete auch mit der Harlem Blues and Jazz Band zusammen, bis Krankheiten ihn zwangen, sich zur Ruhe zu setzen.

## Diskographische Hinweise
- Chamblee Music (Mercury, 1957)
- Doodin´ (Mercury, 1958)
- The Rocking Tenor Sax of Eddie Chamblee (Prestige, 1964)
- Blowing in Paris (Black & Blue)

Auf Mercury Records erschien auch die LP Rockin' And Walkin' Rhythm Of Eddie Chamblee 1948-57; sie enthält u. a. vier Titel, die Chamblee mit seinem Sextett und Dinah Washington einspielte. Eddie Chamblees Aufnahmen unter eigenem Namen, die Anfang der 50er in Chicago mit Osie Johnson zwischen 1953 und 1954 entstanden sind, erschienen als CD-Reissue in der Anthologie Eddie Chamblee / Julian Dash / Joe Thomas - The Complete Recordings 1951-1956 auf Blue Moon Records.